# RFWD2
La ubiquitina proteína ligasa E3 RFWD2 (RFWD2 de sus siglas en inglés "Ring finger and WD repeat domain 2") es una enzima codificada en humanos por el gen RFWD2.

## Interacciones
La proteína RFWD2 ha demostrado ser capaz de interaccionar con:
- c-Jun[3][4]